# Hügelbeet

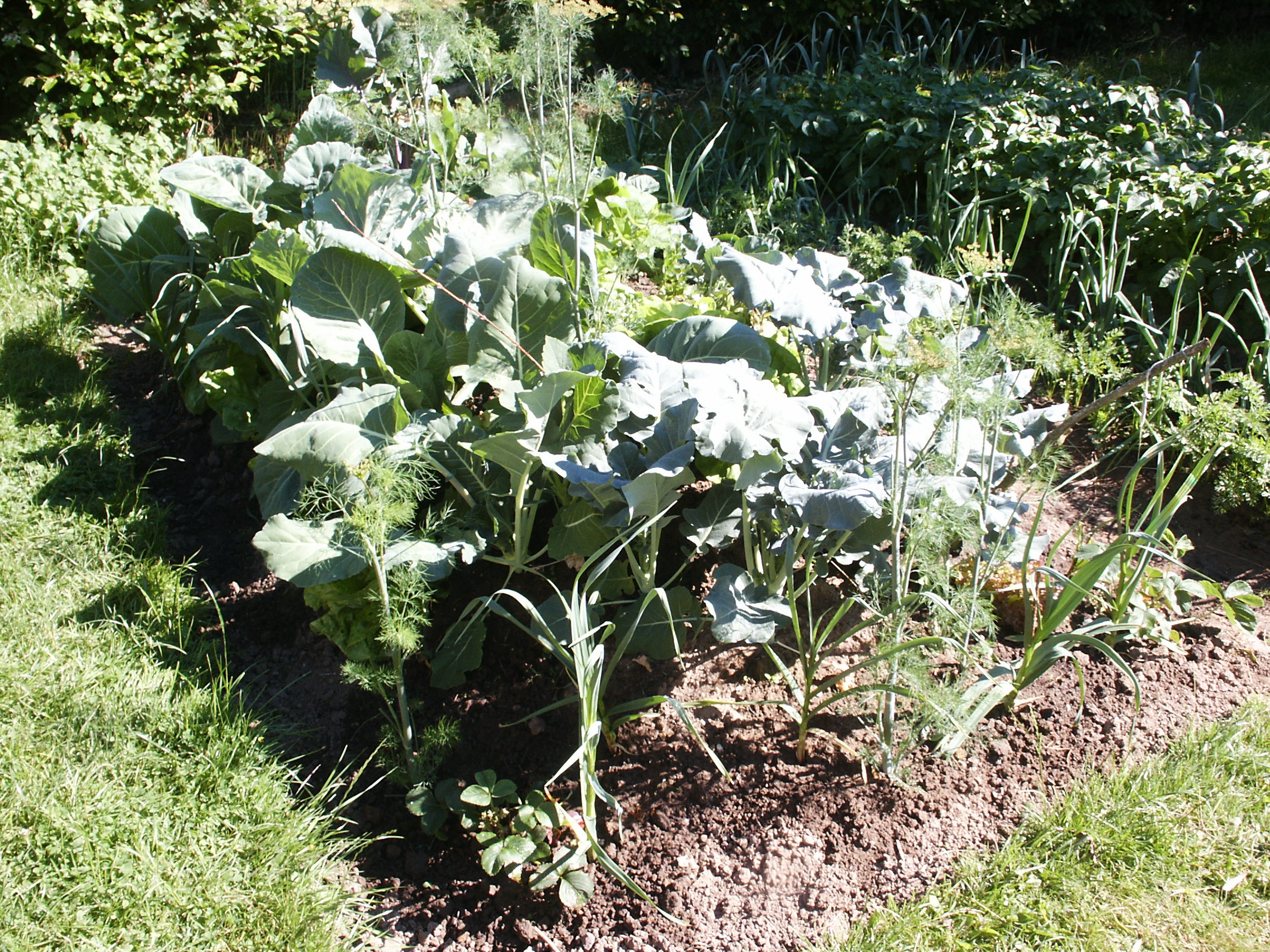
Bepflanztes, kleines, niedriges Hügelbeet

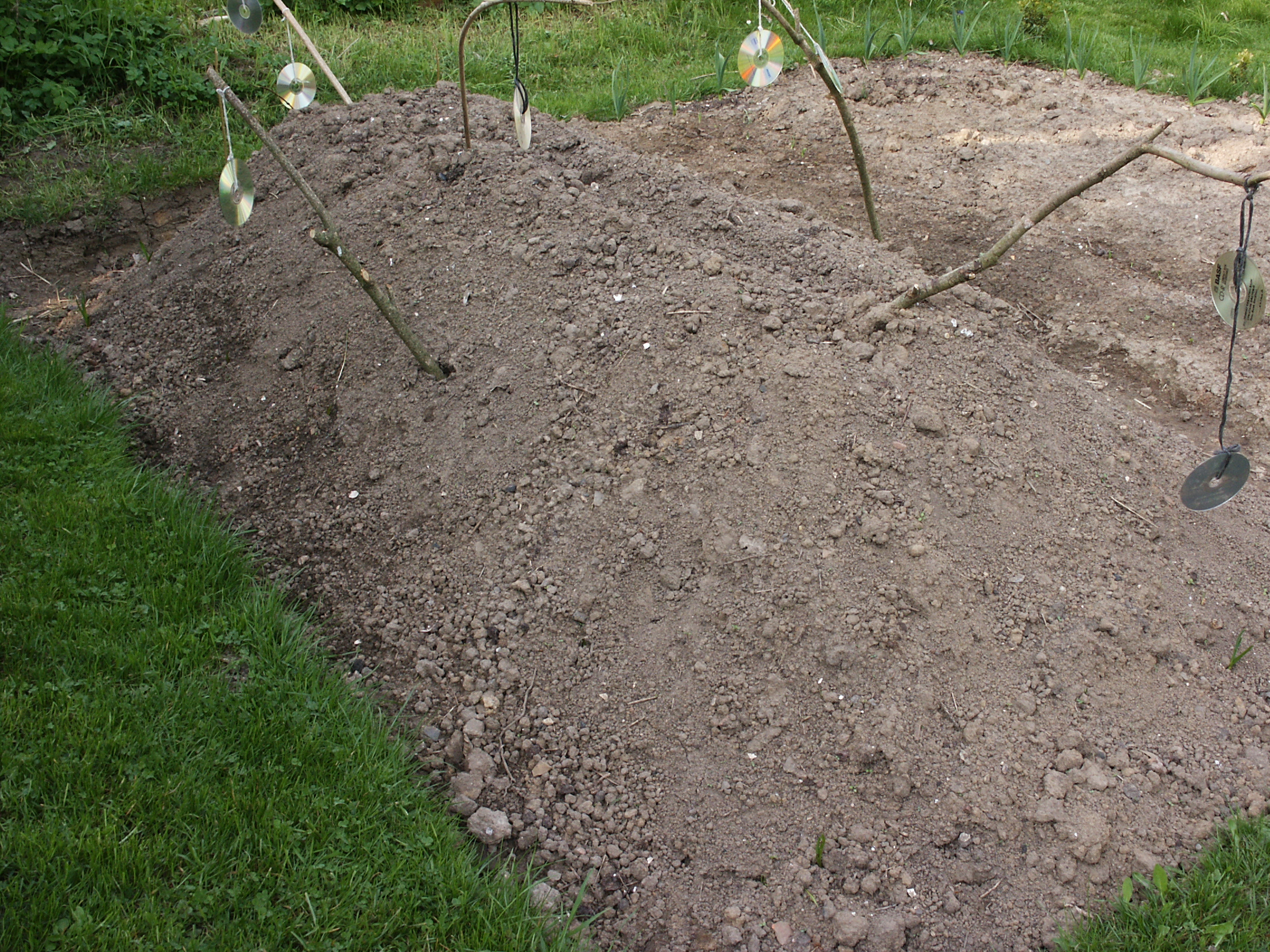
Unbepflanztes mittelhohes Hügelbeet mit Gießrille ohne oberste Mulchschicht gegen Bodenerosion (CDs dienen als Vogelscheuchen)

Das Hügelbeet oder die Hügelkultur ist ein Hochbeet ohne steile Einfassung und daher schräg abfallend. Ein Hügelbeet bietet hierdurch gegenüber einem Flach- oder Hochbeet mit Einfassung rund ein Drittel mehr Anbaufläche.

## Allgemeines
Ein Hügelbeet erreicht erhöhte Sonneneinstrahlung, wenn es entsprechend orientiert ist. Regenwasser läuft im Hügelbeet schneller ab, was von vielen Pflanzen geschätzt wird. Diese Prinzipien werden auch bei der Kräuterspirale genutzt. Durch das Verrotten der Unterschicht wird das Hügelbeet zusätzlich erwärmt. Die um 5° bis 8° erhöhte Bodentemperatur verlängert dementsprechend die Anbauzeit („nach vorne“, das heißt, der Boden des Hügelbeets ist im zeitigen Frühjahr wärmer und die erste Ernte kann früher erfolgen).

## Aufbau

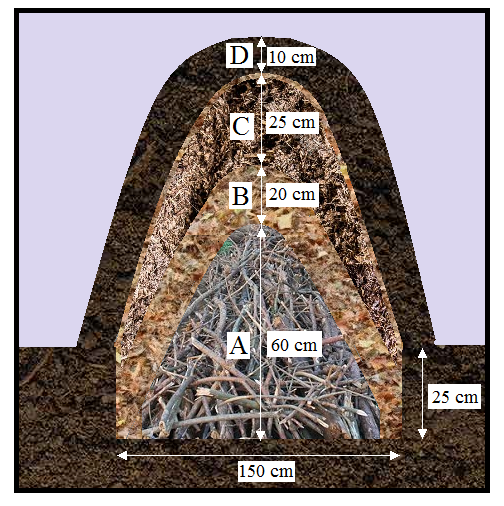
Schema des Aufbaus einer Hügelkultur (A=Holz mit Erde, B=Laub (evtl. Grassoden), C=Kompost, D=Gartenerde (nicht gezeigt ist die oberste Mulchschicht zum Schutz vor Erosion und Austrocknung))

Ein Hügelbeet baut man am besten zum Jahresende auf. Wenn die anderen Gartenarbeiten abgeschlossen sind, stehen die notwendigen Materialien wie Laub und Astschnitt zur Verfügung. Über den Winter kann sich das Beet dann noch etwas setzen. Eine Nord-Süd-Achse ist hinsichtlich der Sonneneinstrahlung am günstigsten.
Die Breite beträgt etwa 180 cm, die Höhe beträgt bei dieser Breite zwischen 30 und 180 cm. Die Grundform des Beetes sollte durch etwa 25 cm tiefen Bodenaushub festgelegt werden. Zum Schutz gegen Wühlmäuse kann ein feinmaschiges Drahtnetz untergelegt werden.
Als Kern des Beetes legt man eine konische, schmale, 25 bis 100 cm hohe Lage Holz an. Hierfür nimmt man Teile von Baumstämmen, Zweige oder grobes Baum- und Buschhäckselgut, die das Beet drei Jahre aufwärmen (siehe dazu auch Biomeiler); oder feineren Stauden- oder Heckenschnitt, der nur zwei Jahre Wärme produziert, aber das Beet nicht so schnell entwässert. Bodenaushub soll zwischen und auf das Holz rieseln, damit keine Hohlräume entstehen und Feuchtigkeit mit Hilfe der Kapillaren gehalten und verteilt wird. Bei nicht optimalen Bedingungen kann man hier noch (biologisch-mineralischen) „Kompoststarter“ einarbeiten, damit Rotte und Wärmeentwicklung gefördert werden. Auch Wässern und Durchfeuchten kann nötig sein, denn bei Austrocknung startet der Rotteprozess entweder schlecht oder kommt zum Erliegen, bis wieder genug Feuchtigkeit vorhanden ist. Trockene Hohlräume zwischen dem Holz können Wühlmäuse anlocken.
Eine CO2-Abscheidung und -Speicherung („CO2-Sequestrierung“) findet in einer Hügelkultur nicht statt, weil der eingebrachte organisch gebundene Kohlenstoff bald in den Kohlenstoffzyklus entgast, vor allem durch aerobe Atmungsprozesse von Mikroorganismen und Destruenten und bei Verbrauch der produzierten Nahrung unter Freisetzung von Wärme, beides ist erwünscht. Wird jedoch eine echte CO2-Sequestrierung bei einer Hügelkultur angestrebt, kann pyrolytischer Kohlenstoff (z. B. Grillkohlebriketts) eingearbeitet werden. Hiermit wird Kohlenstoff dem Kohlenstoffkreislauf bis zu tausende Jahre entzogen und im Boden gespeichert. So kann ein Anthrosol entstehen, d. h. gartenbaulich genutzter Boden, dessen Fruchtbarkeit gesteigert wird (siehe Terra Preta).
Über diesen Kern legt man eine 10 cm dicke Schicht Grassoden. Darüber schichtet man dicht 10 bis 30 cm hoch nasses Laub auf. Diese Laubschicht wird mit 10 bis 20 cm Kompost bedeckt und zum Abschluss erfolgt eine Decke aus 10 bis 20 cm guter Gartenerde. Wichtig ist, dass alle Schichten verdichtet werden, damit keine Hohlräume verbleiben. Zum Schutz der obersten Erde wird Mulch aufgelegt, etwa 5 bis 10 cm stark. Dazu bieten sich Heu, Stroh, Laub oder Vergleichbares an, die mit Zweigen und Erdankern aus Astgabeln befestigt werden.
Ein Hügelbeet sollte bei optimaler Konstruktion in West-, Mittel- und Osteuropa in der gemäßigten Zone mit
vorherrschendem Niederschlagsmaximum im Sommer keine Bewässerung brauchen. Andernfalls kann man am „Kamm“ (Apex) eine sogenannte Gießmulde konstruieren, damit das Wasser beim Gießen nicht an den Seiten hinunterläuft und Erosion verursacht, sondern schnell und in jede innere Schicht des Hügelbeetes gelangt. Bei zu trockenen Bedingungen sollte die Hügelkultur niedriger konstruiert werden. Um aerobe Rottungsprozesse und Pflanzenwachstum anzuregen, sollte die Hügelkultur so hoch wie breit angelegt werden, um eine große Gasaustauschfläche zu erhalten.

## Pflege
Je nach Konstruktion und Bauart muss das Hügelbeet intensiver gegossen werden als ein Flachbeet, da es schneller entwässert.

## Bepflanzung
Die Bepflanzung sollte hinsichtlich der Sonneneinstrahlung und auf das Nährstoffangebot (Fruchtfolge) ausgerichtet sein. Nach Süden bietet sich der Anbau von Zucchini an, nach Norden Stangenbohnen. Auf eine Bepflanzung von Salat oder Spinat sollte in den ersten zwei Jahren verzichtet werden, da diese zu viel Nitrat aufnehmen würden (Starkzehrer). Nach einer letzten Bepflanzung mit Kartoffeln im sechsten Jahr sollte das Hügelbeet erneuert werden.